# 청주농업고등학교
청주농업고등학교(淸州農業高等學校)는 대한민국 충청북도 청주시 청원구 내덕동에 있는 공립 고등학교이다.

## 학교 연혁
- 1911년 6월 14일 : 도립청주농림학교 설립 인가
- 1911년 9월 1일 : 개교(현 쥬네쓰 자리)
- 1913년 6월 22일 : 청주군 서주내면 사창리로 이전(현 청주여중 자리)
- 1923년 4월 30일 : 청주면 영동으로 이전(현 청주공고 자리)
- 1924년 4월 1일 : 충북공립농업학교로 교명 변경 (농림과, 양잠과 설치)
- 1938년 9월 1일 : 청주읍 내덕리 산 1번지(현 위치)로 이전
- 1946년 9월 1일 : 청주공립농업중학교로 교명 변경 (수의축산과를 축산과로 개칭)
- 1951년 9월 1일 : 청주농업고등학교로 교명 변경
- 1983년 3월 1일 : 여학생 입학(원예과)
- 1984년 12월 30일 : 제2농장 준공(청원군 오창면 성산리 145)
- 1989년 1월 5일 : 본관 신축 준공
- 1996년 12월 1일 : 멀티미디어실 준공
- 2000년 12월 29일 : 충북 농업계고교 공동목장 완공
- 2004년 9월 13일 : 학과개편인가(동물, 골프, 생원)
- 2010년 4월 6일 : 농원관(100주년 기념관) 개관
- 2010년 9월 15일 : 백추공원 준공
- 2011년 9월 4일 : 청주농업고등학교 개교 100주년 기념식
- 2014년 3월 1일 : 식품가공과 1반 증설, 바이오뷰티산업과 설치(골프과 폐과)
- 2014년 7월 10일 : 기숙사 신축(120명 수용, 총면적 2,200m2, 건평 886m2)
- 2022년 3월 1일 : 제27대 고종현 교장 부임
- 2024년 1월 5일 : 제109회 졸업식 212명(총 졸업생 26,847명)
- 2024년 3월 4일 : 2024학년도 신입생 216명 입학

## 설치 학과
- 농업토목과
- 동물자원과
- 산림환경자원과
- 생활원예과
- 조경과
- 바이오산업과
- 반려동물과
- 도시농업과

## 참고 자료
- 청주농업고등학교 - 한국교육학술정보원 학교알리미